# 長谷川良信
長谷川 良信（はせがわ りょうしん、1890年〈明治23年〉10月11日 - 1966年〈昭和41年〉8月4日）は、大正・昭和期の浄土宗の大僧正、教育者、社会事業家。淑徳大学創設者、初代学長。

## 概要
「貧民街の聖者」として知られる賀川豊彦、日本福祉大学創立者である鈴木修学と並び、宗教理念にもとづいて実践を行なった三大社会事業家の一人とされ、「東の長谷川、西の賀川、中部の鈴木」と称された。終生、肺結核など数々の病に悩まされながらもセツルメント活動や婦女教育においては実践を重視し続け、日本の近代社会福祉の礎を築いた。晩年は浄土宗特命開教使としてブラジルへの布教などのために何度も太平洋を渡航しつつ、後継者の育成のため大学開学にも尽力した。

## 生涯

### 幼少年期
- 1890年（明治23年）10月11日、茨城県西茨城郡南山内村大字本戸字金谷（現・茨城県笠間市）で、元士族の長谷川治衛門（父）、なを（母）の五男として生まれる。
- 1896年（明治29年）、茨城県真壁郡真壁町字古城の「得生寺」(浄土宗)に養子として入籍、住職・小池智誠師のもとで得度する。
- 1897年（明治30年）4月、真壁町立真壁尋常小学校に入学。
- 1905年（明治38年）4月、真壁高等小学校4年を卒業。上京し、浄土宗立第一教校（現・芝中学校・高等学校）に入学。
- 1910年（明治43年）、浄土宗立芝中学校を卒業し、宗教大学予科（現・大正大学の前身）に入学。在学中、終生の恩師・渡邉海旭と出会う。

### 青年期
- 1912年（明治45年・大正元年）、宗教大学予科（2カ年）を卒業し、4月に同大学本科に入学。7月に宗教大学本科一年生らが中心となって、東京市内のスラムで外米の安売りと伝道活動に従事する。この年、僧階・律師に任ぜられる。
- 1913年（大正2年）5月、雑誌『宗教界』に処女エッセイともいうべき「人生と信仰」を発表。
- 1915年（大正4年）5月、東京市養育院巣鴨分院（現・石神井学園）に勤務。5月に社会事業への具体的な一歩を踏み出す。
- 1916年（大正5年）、病魔（胸部疾患）に冒され、房総半島南端に転地療養、闘病生活に入る。喀血あり、幾度か生死の間をさまよう。雑誌『浄土教報』に教会の趨向および懸案を論ず「教勢観測」「社会事業雑誌」その他6編にのぼる論文・エッセイを相次いで発表、文筆活動が盛んになる。この年の秋、病小康を得て帰京。
- 1918年（大正7年）、千葉県富山「護国寺」の住職となる。3月に東京府慈善協会第二部主査および巣鴨方面救済委員になる。4月には宗教大学社会事業研究室に迎えられ、国士舘高等部講師に就任。 『浄土教報』などに「布教と社会事業について」の論文・随筆などを発表。10月より通称“二百軒長屋”と呼ばれた西巣鴨のスラムに移住し、救済委員としての活動とともに、宗教大学社会事業研究室の学生を率いて、セツルメント（隣保）事業を開始。
- 1919年（大正8年）「マハヤナ学園」を創立、自ら園長に就任、西巣鴨のスラムにおけるセツルメントを組織的・継続的に展開（1月）。
- 1920年（大正9年）4月、マハヤナ学園に託児所を開設し注目される。仏教徒社会事業研究会より『仏教社会事業大観』を編纂刊行。11月に東京府方面委員を拝命。
- 1921年（大正10年）4月、宗教大学講師に任ぜられ「救済事業」を論ずる。
- 1922年（大正11年）、内務省異嘱託ならびに浄土宗海外留学生として欧米に社会事業研究のため派遣（3月・春洋丸にて出帆）。5 - 11月にシカゴ大学社会事業科で学ぶ。11月ドイツに入国。ベルリン女子社会事業学校に学び、ヘスクノップ教授に師事し、「ドイツ社会政策の基礎的問題」をテーマに研究生活に入る。
- 1923年（大正12年）8月、ベルリン女子社会事業学校修了。関東大震災の報に接し、急遽、留学予定を変更し、シベリア鉄道経由で帰途につく（9月）。旅中風邪熱が高じ中耳炎を併発。12月に病身をおして帰朝。この年、『浄土教報』に欧米よりの「留学通信」を寄稿連載。
- 1924年（大正13年）、マハヤナ学園内に大乗女子学院（夜学）を創立し、隣保事業の延長として勤労女子の教育に乗り出す。3月に宗教大学教授に昇任。4月には宗教大学社会事業研究室主任を兼務する。5月、宗教大学出版部より著『社会事業概論』を発行。
- 1925年（大正14年）6月、小早川りつ子と結婚。大乗女子学院を巣鴨家政女学校（昼間）に発展的に改組、校主となって女子実業教育に歩を進める（4月）。
- 1926年（大正15年）4月、宗教大学が大正大学に改称され、ひきつづき教授として社会事業研究室主任を兼務。6月には警察学校において「社会事業」を講ず。5月、大東出版社より自著『社会問題と宗教思想』を刊行。
- 1927年（昭和2年）2月、マハヤナ学園分園として東小松川隣保館を創立し経営に着手する。数年来の隣保事業によるスラム街改善運動は、不良住宅地区改良制定となって実を結び、モデルケースとして西巣鴨二百軒長屋は鉄筋コンクリートの公営アパートに改築・着工。10月に甲子社書房より自著『新訳・仏教護国経世諸経』を刊行。
- 1928年（昭和3年）千葉県館山「三福寺」の住職となる。1月に大東出版社より自著『労働運動および無産者政治運動』を刊行。4月には西巣鴨第6区長・町内会長などに就任、良信の隣保事業は今や町ぐるみの地域社会改善運動として定着した。
- 1929年（昭和4年）、10月に同士とともに“東京私設社会事業連盟”を創立、常務理事に就任した。少年司法保護団体「少年信愛会」を結成して会長に就任。

### 壮年期
- 1930年（昭和5年）、1月から6月に「萬朝報」の主筆としてロンドン海軍軍縮会議に随行し、併せて英、独、米の社会事業視察をした。10月に全日本私設社会事業連盟の常務理事に就任し、事務所をマハヤナ学園に置いて、民間社会事業の復興発展に努めた。
- 1931年（昭和6年）、4月に社会事業功労者として観桜御宴に召される。その年に巣鴨女子商業学校を開校し、校長に恩師の渡邊海旭を迎える。
- 1932年（昭和7年）、茨城県真壁「得生寺」の小池智誠住職の遷化により同寺第23世住職となる。境内に「真壁保育園」を開設した。茨城県私設社会事業連盟を結成した。
- 1933年（昭和8年）、2月に恩師の渡邊海旭の遷化にともない、巣鴨女子商業学校第2代校長に就任した。3月にマハヤナ学園の分園として、東京板橋に保育施設「富士見愛児園」を開設した。園長に就任した。
- 1935年（昭和10年）、2月にりつ子夫人没（行年37歳）
- 1936年（昭和11年）、4月に巣鴨のマハヤナ学園内に「マハヤナ診療所」を開設し、実費診療による医療保護事業に乗り出す。7月にりつ子夫人の歌碑を巣鴨女子商業校庭に建立する。8月に大場よし子と結婚した。
- 1937年（昭和12年）、10月に豊島区私設社会事業団を組織、自ら団長に任じて経営難と民間社会事業の復興に一層の力を入れる。
- 1938年（昭和13年）、3月にマハヤナ学園の分園「東小松川隣保館」経営より離れる。7月に東京府社会事業委員会となる。
- 1939年（昭和14年）、マハヤナ学園本館の一棟を、軍人援護会西巣鴨授産所として提供、場長となる。中国の社会事業視察のため中国大陸各地を巡察した。
- 1940年（昭和15年）、1月に雑誌『社会事業研究』に「私設社会事業家は何処へ行く」を発表した。3月に学高等師範部長に就任した。
- 1941年（昭和16年）、4月から6月に中国の社会事業視察のため、再度大陸各地視察をした。
- 1943年（昭和18年）、茨城県真壁町「得生寺」住職を法弟・長谷川俊峨に譲る。中国の社会事業視察のため、三度目の大陸各地を巡察した。
- 1944年（昭和19年）、浄土宗僧階・権僧正に叙せられる。浄土宗教育資団「淑徳高等女学校」第八代校長に就任した。
- 1945年（昭和20年）、3月に大正大学高等師範部長を辞め、浄土宗教育資団・東京保育学校長に就任した。東京文京区小石川「景久院」住職となる。
- 1946年（昭和21年）、3月に淑徳女子農芸専門学校を埼玉県与野（現・さいたま市与野）に創立し、自ら初代校長に就任した。4月に埼玉県与野市（現・さいたま市与野）に淑徳与野高等女学校の設立許可を得て、自ら初代校長に任ず。そして、11月に宗議により淑徳高等女学校を板橋区志村の現在地に移転を決定した。
- 1947年（昭和22年）、東京都家事審判所調停委員に就任する。3月に淑徳幼稚園を設立し、初代園長に就任した。4月に日本社会事業協会代議員に選出される。12月にマハヤナ学園を財団法人に組織変更し、引き続き理事長に就任した。
- 1948年（昭和23年）、2月に淑徳小学校の設立許可を得て、自ら初代校長に就任した。8月にマハヤナ学園内に児童福祉法による乳児院および養護施設「撫子園」を開設し、戦災孤児の収容救済にあたる。

### 老年期
- 1951年（昭和26年）、檀林・大巌寺第六十世住職となる。大巌寺文化センターを開設。
- 1953年（昭和28年）、単身で第1次ブラジル渡航。南米浄土宗別院日伯寺創建。
- 1957年（昭和32年）、佐々木陽明師と長谷川良昭師等をともない第2次ブラジル渡航。日伯字学園開設、知的障害児施設イタケーラ子供の園(現・こどものその)開設。
- 1962年（昭和37年）、大正大学名誉教授。国際社会事業会議日本代表として出席のため第3次ブラジル渡航。東京都体育館で淑徳創立70周年記念式典挙行。四年制大学の設置構想。
- 1965年（昭和40年）、淑徳大学社会福祉学部開学、初代学長。これにともない大巌寺文化センターを「大巌寺文化苑」に改称する。社会福祉学部としては、日本福祉大学、日本社会事業大学、東北福祉大学に次いで日本で4番目の設立。開学時の社会福祉学部は1992年、社会学部に名称変更。さらに、2005年4月から「総合福祉学部」に変更して今日に至る。
- 1966年（昭和41年）8月4日午前2時40分遷化。行年75歳。

## ブラジル開教
良信は南米各国に移民した数多くの日本人への激励、宗教・教育・文化・社会福祉の拠点としての寺院建設などを主な目的として、齢63にして学園・学校の一切の役職を離れ、一介の老托鉢僧（肩書きは浄土宗特命開教使）として北南米を視察・開教に旅立った1回目を初めとして、死の直前に至るまで、ブラジルを中心とした中南米およびアメリカへ実に3度もの渡航を行なっている。
戦時体制下の非常時を除き、日本からブラジルなどへの海外移民は戦前・戦後を通して食糧問題・過剰人口問題の解決策として官民あげて組織的に行なわれていた。これにかねてより関心を寄せていた良信は、ブラジル移民の積極的推進者かつ良信の友人でもあった上塚司に誘われ、日本高等拓殖学校（前身は国士舘高等拓殖学校、後の国士舘大学）の教師の職に就き、移民への教育を通じて実際に移民政策に協力をしていた。
また、ブラジル開教に至る背景としては他に、撫子園に特に多く受け入れていた米兵と日本女性の間に生まれた孤児たちを、人種偏見の少ないブラジルの地に迎え入れることで、のびのびと生きてほしいと考えていたことも理由として挙げられる。しかしこれはブラジル政府の反対に遭い、「ブラジルのためになるわけでなく、日本では住みにくいからブラジルに来るという考え方では両国関係のためにもならない」として批判され、良信はこの批判に対し柔軟に理解を示した。結果として、この構想は実現には至らなかった。
ブラジル行きの決意を後押しした出来事として、意外なところでは学園事業に勃発した労働争議があげられる。手広く行なってきた学園事業の労働争議の処理には実に半年を要し、良信がこれまで聖業と考え、戦後は復興に奔走し続けてきた学校経営に一時幻滅し、外遊は自身の怒りを鎮める意味もあったことを後に述懐している。
1度目の渡航において良信はブラジルの国情と日系社会の実情を正しく把握するために徒歩での調査を行ない、約8か月をかけ実にブラジル全23州を踏破した。この中で良信は役二千人の人々と知り合ったといい、これらの人の多くを手帳に書きとめていた。この頃、南米浄土宗別院日伯寺がブラジル政府から正式に認可され、あわせて自身の永住権も取得している。しかしこの後、支援体制の不備もあり、日本から呼び寄せた後任の開教使が良信の帰国した数か月後に任務を離れてしまい、ブラジル開教事業は一度は頓挫してしまう。
2度目は前回の反省もふまえ、後事を託す青年開教使3名、すなわち佐々木陽明（後の日伯寺住職）・西本尊方（後のこどものその園長）・長谷川良昭（良信の長男にして後の大乗淑徳学園およびマハヤナ学園理事長）を同行。ブラジルを代表する知的障害者施設「こどものその」の前身の開園など、「日伯寺学園」の事業を開始している。この頃良信はキリスト教などを含むすべての宗教による共同戦線、仏教大連合を企図しており、良信が「三位一体」の語を明確に用いるようになったのもこの時期と重なる。
3度目の渡航の前には5人の医師による診断を受け、そのうち4人の医者には余命3ヵ月の胃癌と診断され、「手術をすれば、自由に動けなくはなるが1年半ぐらい延命することができるだろう」と告げられたが、残り1人の医師に胃潰瘍の可能性を指摘され、その医師の診断の通り禁酒を守り処方された薬を飲んでいたところ、ひとまずの回復をみた。この時、国際社会事業教育者会議および国際社会事業会議に出席している。
良信遷化の後には、遺骨は分骨され、大巌寺・茨城県得生寺・長谷川家墓地（伝通院境内）の他、海を越えたサンパウロの日伯寺へも埋葬されている。

## エピソード

### 少年時代
縁戚の住職、小池智誠の養子に入った際、生活が質素、そのうえ寺の仕事、学校の勉強、仏道の稽古もあり、まだ少年だった良信はあまりの辛さに20キロの道のりを一人で歩き実家に帰ってしまうこともあった。そのたびに姉にはげまされ、再び20キロを歩いて得生寺に帰っていた。

### 米騒動
明治45年、冷害で米不作のため米価が暴騰、民衆が米屋を襲う「米騒動」が続発する。恩師・渡辺海旭が開発した浄土宗労働共済会の手伝いでスラム地区に出入りしていた長谷川良信は、その窮状を知り、この年の7月、同級生18名とこれに賛同する同級生とともに米屋の調査を行い、南京米ならば安価であることを聞きつけ、恩師の示唆、学友・知人の協力により南京米の買い付けに成功し、8~9月の2ヶ月間、両国回向院、新宿大宗院、小石川伝通院の三か所で、廉売会を開催する。

### スラム街へ
スラム街の場所は、宗教大学近くの西巣鴨にある通称「二百軒長屋」というところである。この長屋の様子は、地理学者・小田内通敏の書いた『帝都と近郊』（大倉研究所、大正7年刊）に詳しく紹介されている。これによれば、建物は貧弱なうえに、柱を補修してようやく建っているありさま。屋根を瓦にしたくても、このような状態の柱だからとても支えきれず元のままに状態においてあるという。長屋内は1つの町のようで、煙草屋・酒屋・理髪店・駄菓子屋・八百屋となんでもあり、貸布団屋から歯入屋まで揃っている。屑拾いを商売とする人が多く、長屋内は不潔なので一般の人はけっして中に入ろうとしなかったという。
そこで「屑拾い」の手伝いをしている子どもたちのため、読み書き・そろばんなどを教える夜間学校を開校。そこに通う子どもたちの両親から「先生はなんでも知っている」ということで、身の上相談をするようになった。それが広がり、良信は夫婦ゲンカの仲裁や簡単な病気の治療法、そして仕事の世話もするようになっていく。ついには、人事や法律などの相談所を開設することになるが、良信はこれらの活動を組織的・系統的に実行することを願い、そのための組織“マハナヤ学園”の創設を意図するようになっていった。

### スラム街でのこと
良信がまだ「二百軒長屋」に住み、「マハナヤ学園」創設に向けて準備中のこと。ある夜遅く、寒風吹きすさぶなか家路を急ぐ良信に、1人の男が「近くに宿屋はないか」と尋ねてきた。近くに宿屋はなく、電車もなくなっている時間なので、良信は自宅に来て泊まるようにと言った。男は感謝して泊めてもらうことにしたのだが、着いてみて驚いた。何しろ、場所は悪名高き「二百軒長屋」。しかも、四畳半一間の部屋で、1つの布団に背中合わせで寝るありさま。それでもなんとか眠り、翌朝早く出発したのだが、その時にお礼として50銭を置いていこうとした。だが、良信は男を呼び止め、お金を無理やり返し、別れを告げたという。
男にしてみれば、貧困窟にはそぐわない人物、あの人は何者だろうかと気になって仕方がない。そして、半年後、男は再び良信の住居を訪れた。その時、良信は「マハナヤ学園」が建設され移った後だったが、隣の老婆に良信のことを知らされ愕然とした様子だったという。“この世にそんな立派な人がいるのか”と、まるで「マハナヤ学園」を聖殿のように、涙を流しながら拝み続けたそうである。その後この人は、学園の維持費にとかなりの金額を寄付している。

### 大型台風が関東に上陸した際
病床にあった良信であったが、誰よりも早く被災地に駆けつけ、「ニード調査」を行い、救援活動に入った。宗教大学の学生・卒業生（青年僧）80余名を動員し、水死体の収容と 葬儀を行い、炊き出しはもちろん、風呂場をつくり、子どもたちには衣類を分けたと言われている。

## 著作等

### 主な著書・論文
- 『仏教徒社会事業大観』
- 『社会事業とは何ぞや』（1919年）：日本における初期の社会事業（社会福祉）に関する概説書。
- 『社会問題と宗教』：渡辺海旭との共著。
- 『労働運動および無産者政治運動』：ドイツ留学中の労働運動に関する研究成果。
- 『社会政策大系』（全10巻、編著）

### 著作集
良信の遷化後、まず『長谷川良信選集』（上下２巻）が、大乗淑徳学園・長谷川仏教文化研究所により1972年（昭和47年）から1973年（昭和48年）に刊行された。のちにこれを改訂・増補したものが、『長谷川良信全集』（全４巻）として日本図書センターより2004年（平成16年）に刊行された。